# Paul Knüpper
Paul Knüpper (* 5. Juni 1930 in Mayen; † 8. Januar 2006 ebenda) war ein deutscher Politiker (CDU).

## Leben
Paul Knüpper war der jüngste von drei Söhnen (Josef, Hans und Paul) der Eheleute Theodor und Emilie Knüpper, geb. Lück. Nach dem Besuch der Volksschule in Mayen absolvierte Knüpper ab 1944 eine kaufmännische Lehre, die er am 20. Juni 1947 mit der Kaufmannsgehilfenprüfung abschloss. Bis zum 31. Dezember 1948 arbeitete er als kaufmännischer Angestellter im Einzelhandel. Zum 1. Januar 1949 trat er in das Geschäft seines Vaters Theodor Knüpper (Landmaschinenhandel) ein und wurde ab 1. Januar 1954 Teilhaber. Neben seiner beruflichen Tätigkeit war er von 1950 bis 1966 Mitglied im Diözesanpräsidium des Kolpingwerks im Bistum Trier und von 1970 bis 1987 dessen Vorsitzender. Zugleich war er Landesvorsitzender des Kolpingwerks in Rheinland-Pfalz und Mitglied des Katholikenrates im Bistum Trier.
Paul Knüpper war seit dem 21. August 1953 verheiratet mit Anna Maria (Annemarie) Knüpper, geb. Müller (1930–2003). Das Ehepaar hatte einen Sohn und zwei Töchter.

## Politische Karriere
Knüpper trat am 1. März 1954 in die CDU ein und gründete im Jahr 1956 mit politischen Freunden in Mayen die Junge Union, deren späterer Kreis- und Bezirksvorsitzender (Koblenz-Montabaur) er wurde. 1964 wählten ihn die Mitglieder des CDU-Stadtverbandes Mayen zu ihrem Vorsitzenden. Dies blieb er 25 Jahre (bis 1989), war seit 1970 stellvertretender Vorsitzender des CDU-Kreisverbandes Mayen-Koblenz und gehörte über viele Jahre dem Bezirksvorstand Koblenz-Montabaur der CDU an. Von 1956 bis 2004 war er Mitglied des Stadtrates von Mayen und dort von 1989 bis 1999 Vorsitzender der CDU-Fraktion. Von 1964 bis 1994 war er Mitglied im Kreistag des Landkreises Mayen bzw. nach der Gebietsreform in Rheinland-Pfalz (1969 - 1974) im Kreistag des Landkreises Mayen-Koblenz.
Knüpper wurde bei Landtagswahlen 1967, 1971 und 1975 jeweils über einen Listenplatz der CDU in den Rheinland-Pfälzischen Landtag gewählt, dem er bis 1979 angehörte. Im Parlament war er von 1967 bis 1971 Mitglied des Rechtsausschusses, von 1971 bis 1979 Mitglied des Ausschusses für Wirtschaft und Verkehr, von 1971 bis 1975 Mitglied des Ausschusses für die Verwaltungsreform sowie des Petitionsausschusses und von 1975 bis 1979 Mitglied des Haushalts- und Finanzausschusses.
Zu seinem 65. Geburtstag schrieb der damalige Bundeskanzler Helmut Kohl (CDU), zu dessen politischen Weggefährten Knüpper seit 1954 zählte: „Mein Glückwunsch gilt einem Mann, der über lange Jahre hinweg das politische Geschehen in Rheinland-Pfalz mitgestaltet und sich dabei bleibende Verdienste erworben hat. Meine guten Wünsche gelten aber insbesondere dem alten Freund und Weggefährten, dem ich mich seit Jahrzehnten menschlich und politisch verbunden fühle. In dieser Zeit habe ich erfahren, mit welch innerer Überzeugung Du zu unserer Sache stehst.“

## Gemeinnützige Betätigung
1983 war Paul Knüpper Ideengeber und Mitbegründer des LAPIDEA Förderkreis Naturstein Mayen e. V. In den Jahren 1985, 1988, 1991, 1994, 1997, 2000 und 2003 unterstützte der Förderkreis auf dem sog. „Mayener Grubenfeld“, dessen Unterschutz-Stellung Paul Knüpper in den siebziger Jahren nachdrücklich betrieb, insgesamt acht Bildhauer-Symposien mit insgesamt fast 100 Teilnehmern.
Paul Knüpper war – gemeinsam mit dem Mayener Oberbürgermeister Albert Nell – Ideengeber für die Mayener Burgfestspiele und Mitbegründer des Vereins „Freunde der Burgfestspiele“. Er war Initiator der Kreismusikschule im Landkreis Mayen und des Vereins „Lebenshilfe“ in seiner Heimatstadt. Von ihm stammte die Idee, im Mayener Nettetal ein Freizeitzentrum zu errichten. Er gründete unter dem Dach der Mayener Kolpingsfamilie eine „Akademie der Älteren“. Als Vorsitzender des „Kolpinghaus Mayen e. V.“ (seit 1959) war er Mit-Initiator der Soldaten-Begegnungsstätte „Haus im Möhren“ (Grundsteinlegung am 18. Mai 1966), dessen Kuratoriumsvorsitzender er über viele Jahre blieb. In den 1990er Jahren organisierte Paul Knüpper Mundart-Veranstaltungen auf „Mayener Platt“, um auf diesem Wege einen Beitrag zum Erhalt des moselfränkischen Dialekts zu leisten.

## Ehrungen
Am 21. Dezember 1996 wurde Paul Knüpper die Ehrenbürgerschaft der Stadt Mayen verliehen.
- Verdienstkreuz am Bande des Verdienstordens der Bundesrepublik Deutschland (25. August 1972)
- Verfassungsmedaille des Landes Rheinland-Pfalz (18. Mai 1977)
- Ehrennadel des Freundschaftskreises Rheinland-Pfalz/Burgund (26. Juni 1980)
- Verdienstmedaille des Bistums Trier für hervorragende Leistungen im Dienste der Trierischen Kirche (16. August 1980)
- Ehrennadel der MIT Mittelstandsvereinigung der CDU/CSU (23. Juni 1983)
- Freiherr-vom-Stein-Plakette (26. Oktober 1986)

### Weitere Quellen
- Carmen Wölm ; T. Brost, Rhein-Zeitung, Ausg. CA. - 59 (2004), 302 vom 28.12. – I11: Ein echter Marathon-Politiker : Paul Knüpper, ein Mayener Urgestein, saß 48 Jahre im Mayener Rat
- Seit 5 Jahrzehnten dabei: Frauen-Union mischt bei Stadtpolitik mit, Rhein-Zeitung v. 1. Oktober 2018.

| Personendaten    | Personendaten                  |
| ---------------- | ------------------------------ |
| NAME             | Knüpper, Paul                  |
| KURZBESCHREIBUNG | deutscher Politiker (CDU), MdL |
| GEBURTSDATUM     | 5. Juni 1930                   |
| GEBURTSORT       | Mayen                          |
| STERBEDATUM      | 8. Januar 2006                 |
| STERBEORT        | Mayen                          |